# Emilio Materassi

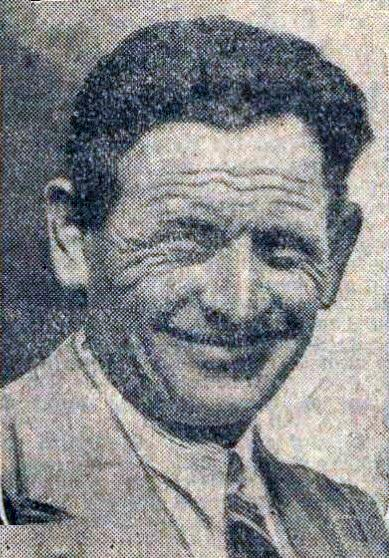
Emilio Materasi en 1928.

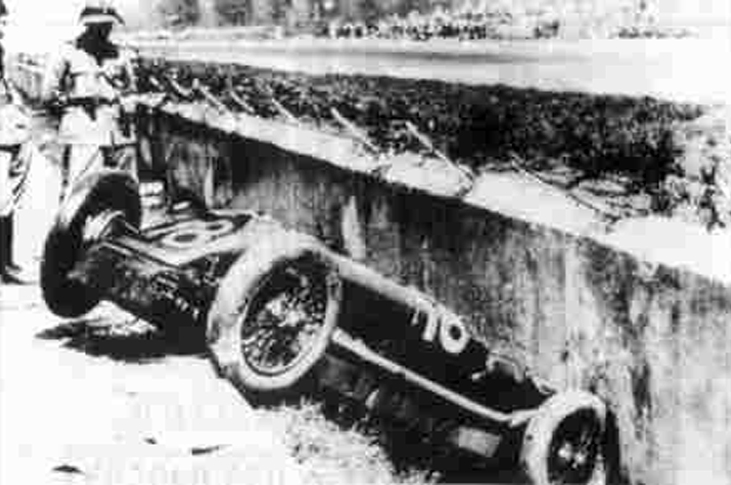
Imagen del accidente fatal.

Emilio Materassi (Borgo San Lorenzo, Italia, 30 de octubre de 1894-Monza, Italia, 9 de septiembre de 1928) fue un piloto italiano de automovilismo.
Nacido en Borgo San Lorenzo, Italia, empezó compitiendo en hillclimbing. Sus victorias más importantes vinieron en 1927 conduciendo un Bugatti, al ganar la Targa Florio y el Gran Premio de Trípoli. En junio de 1928 ganó el Gran Premio de Mugello conduciendo un Talbot y finalizó segundo en la Coppa Acerbo, en agosto. Ese mismo mes ganó su cuarta Coppa Ciano.
En el Gran Premio de Italia de 1928 en Monza, Materassi perdió el control de su vehículo en la vuelta 17 y murió al instante cuando chocó contra una tribuna. 27 personas murieron y un gran número resultaron heridas.

## Principales triunfos
- Gran Premio de Bologna: 1927
- Coppa Perugia: 1924, 1927
- Circuito del Savio: 1925
- Gran Premio de Mugello: 1925, 1928
- Coppa Ciano: 1925, 1926, 1927, 1928
- Gran Premio de Trípoli: 1927
- Targa Florio: 1927
- Gran Premio de San Sebastián: 1927